# Якушевский, Павел Андреевич
Па́вел Андре́евич Якуше́вский (24 сентября 1987, Санкт-Петербург) — российский трековый велогонщик, выступает за сборную России в различных спринтерских дисциплинах начиная с 2008 года. Многократный чемпион всероссийских первенств, бронзовый призёр чемпионата Европы, Чемпион Европы в спринте, победитель этапов Кубка мира и многих других престижных гонок. Двукратный серебряный призёр Всемирной Летней Универсиады в городе Шэньчжэнь. Первый тренер Дегтярёв Николай Константинович. На соревнованиях представляет спортивное общество «Локомотив», Заслуженный мастер спорта.

## Биография
Павел Якушевский родился 24 сентября 1987 года в городе Ленинграде. Активно заниматься трековым велоспортом начал в раннем детстве, проходил подготовку в сестрорецкой специализированной детско-юношеской спортивной школе имени Владимира Коренькова и в санкт-петербургской школе высшего спортивного мастерства, тренировался под руководством таких специалистов как П. И. Рыбин и А. А. Толоманов. Состоит в российском физкультурно-спортивном обществе «Локомотив».
Первого серьёзного успеха добился в 2008 году, когда в зачёте всероссийского первенства выиграл серебряные медали в индивидуальном и командном спринте. Также в этом сезоне в командном спринте одержал победу на молодёжном чемпионате Европы в польском Прушкуве и дебютировал на взрослом международном уровне — побывал на этапах Кубка мира в Австралии и Великобритании. В 2010 году на чемпионате мира в Копенгагене финишировал в спринте тридцать четвёртым, тогда как на чемпионате России выиграл серебро и бронзу в спринте и кейрине соответственно. В следующем сезоне в программе всероссийского первенства выиграл серебро в командном спринте, в той же дисциплине завоевал золотую медаль на этапе Кубка мира в Германии, серебряную на этапе в Китае и бронзовую на этапе в Москве. Будучи студентом, принял участие в летней Универсиаде в китайском Шэньчжэне, где добыл серебро в спринте и кейрине, пропустив вперёд лишь соотечественника Дениса Дмитриева.
В 2013 году в командном спринте Якушевский занял по России третье место, после чего съездил на чемпионат Европы в голландский Апелдорн и там тоже стал третьим, получив награду бронзового достоинства. В сезоне 2014 года выиграл в командном спринте этап мирового кубка в Афинах, был лучшим на гран-при Польши и на гран-при «Вертолётов России».
Имеет высшее образование, окончил Национальный государственный университет физической культуры, спорта и здоровья имени П. Ф. Лесгафта. За выдающиеся спортивные достижения удостоен почётного звания «Заслуженный мастер спорта России».